# 富尔 (杜省)
富尔（法語：Fourg，法語發音：[fuʁ]）是法国杜省的一个市镇，位于该省西部，属于贝桑松区。

## 地理
富尔（47°5'53"N, 5°48'39"E）面积12.1 平方千米，位于法国勃艮第-弗朗什-孔泰大區杜省，该省份为法国东部内陆省份，北起上索恩省，西接汝拉省，东部及东南部与瑞士接壤，东北部与贝尔福地区省接壤。
与富尔接壤的市镇（或旧市镇、城区）包括：维拉尔圣乔治、卢河畔希塞、库尔特方丹、列勒。

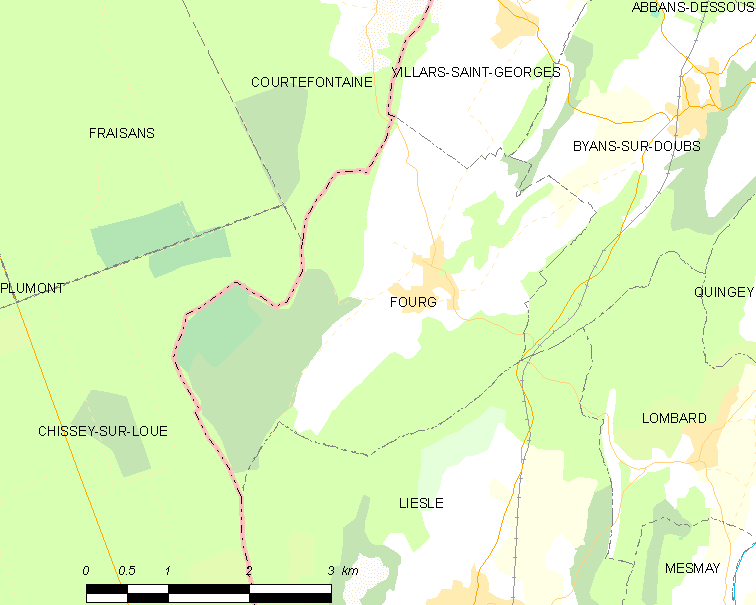
的OSM定位图

富尔的时区为UTC+01:00、UTC+02:00（夏令时）。

## 行政
富尔的邮政编码为25440，INSEE市镇编码为25253。

## 政治
富尔所属的省级选区为圣维特县。

## 人口

1962-2008年间人口变化图示

富尔于2022年1月1日时的人口数量为373人。